# ウルトラまいどCD
ウルトラまいどCD（ウルトラまいどシーディ）は、1995年に映画『ウルトラマンゼアス』と出光興産のタイアップ企画により製作された非売品8cmCD。制作はポニーキャニオン。

## 概要
本作は、1995年12月から出光のガソリンスタンドの入会特典として配布されていたが、場所によっては給油をするだけで入手が可能であった。また1997年の続編映画『ウルトラマンゼアス2 超人大戦・光と影』の劇場前売券の特典としても配布されていた。規格品番はDC-0157。
CDの累計配布枚数は、1996年3月時点で100万枚以上に達している。「シュワッチ! ウルトラマンゼアス -ウルトラマンゼアスのテーマ-」は、映画『ウルトラマンゼアス』公開時期には有線でも盛んに流れた。
特に「シュワッチ! ウルトラマンゼアス -ウルトラマンゼアスのテーマ-」は、主題歌であるにもかかわらず2006年12月27日発売の「ウルトラマンシリーズ生誕40周年記念 ウルトラマン 主題歌大全集」に収録されるまで長らく市販用CDに収録されなかった。

## 収録曲
1. シュワッチ! ウルトラマンゼアス -ウルトラマンゼアスのテーマ-
  - 歌：とんねるず
2. 孤独のバラード -ベンゼン星人のテーマ-
  - 歌：鹿賀丈史
3. 夢まで走ろう -ウルトラマンカンパニーテーマ曲-
  - 歌：椎名へきる
4. ウルトラマンの歌 -リメイク版-
  - 歌：森の木児童合唱団